# Cinnamomum eugenoliferum
Cinnamomum eugenoliferum är en lagerväxtart som beskrevs av André Joseph Guillaume Henri Kostermans. Cinnamomum eugenoliferum ingår i släktet Cinnamomum och familjen lagerväxter. Inga underarter finns listade i Catalogue of Life.